# Marathonschaatsen 2010/2011
Het seizoen 2010/11 in het marathonschaatsen begon op 23 oktober 2010 en eindigde op 26 februari 2011 met de finale van de KNSB Marathon Cup.

## Algemeen
Het seizoen bestond uit verschillende competities en individuele wedstrijden.
| Competitie/Wedstrijd          |                |
| ----------------------------- | -------------- |
| Marathon Cup                  | 18 wedstrijden |
| Super Prestige                | 5 wedstrijden  |
| NK Marathon op kunstijs       | 1 wedstrijd    |
| Grand Prix op natuurijs       | 4 wedstrijden  |
| Open NK Marathon op natuurijs | 1 wedstrijd    |
| Klassiekers op natuurijs      | ? *            |

*Het aantal wedstrijden op natuurijs staat niet van tevoren vast, aangezien deze wedstrijden afhankelijk zijn van de weersomstandigheden.
Over alle wedstrijden wordt een ranglijst opgemaakt. Verder wordt er voor de Marathon Cup en de Grand Prix nog een apart klassement opgesteld. Ook voor de Super Prestige wordt een apart klassement opgesteld. Deze vijf wedstrijden tellen overigens ook mee voor de Marathon Cup.
De wedstrijden worden verreden in drie divisies:
Topdivisie mannen
Topdivisie vrouwen
1e divisie mannen

## Uitslagen

### Top divisie mannen
| Datum       | Plaats        | Onderdeel                     | Goud                 | Zilver               | Brons                 |
| ----------- | ------------- | ----------------------------- | -------------------- | -------------------- | --------------------- |
| 23 oktober  | Amsterdam     | Marathon Cup                  | Rob Hadders          | Cees Juffermans      | Geert Plender         |
| 30 oktober  | Heerenveen    | Marathon Cup                  | Arjan Stroetinga     | Karlo Timmerman      | Ingmar Berga          |
| 6 november  | Utrecht       | Marathon Cup                  | Arjan Stroetinga     | Karlo Timmerman      | Cees Juffermans       |
| 13 november | Den Haag      | Marathon Cup                  | Arjan Stroetinga     | Ingmar Berga         | Christijn Groeneveld  |
| 20 november | Hoorn         | Marathon Cup                  | Jorrit Bergsma       | Sander Kingma        | Bart de Vries         |
| 27 november | Eindhoven     | Marathon Cup                  | Ingmar Berga         | Arjan Stroetinga     | Cees Juffermans       |
| 29 november | Noordlaren    | Natuurijs Vierdaagse          | Bob de Vries         | Christijn Groeneveld | Martijn van Es        |
| 2 december  | Veenoord      | Natuurijs Vierdaagse          | Karlo Timmerman      | Ingmar Berga         | Christijn Groeneveld  |
| 3 december  | Haaksbergen   | Natuurijs Vierdaagse          | Karlo Timmerman      | Christijn Groeneveld | Crispijn Ariens       |
| 4 december  | Enschede      | Marathon Cup                  | Karlo Timmerman      | Ingmar Berga         | Christijn Groeneveld  |
| 11 december | Breda         | Marathon Cup                  | Ingmar Berga         | Crispijn Ariens      | Douwe de Vries        |
| 15 december | Biddinghuizen | Marathon Cup & Super Prestige | Bart de Vries        | Christijn Groeneveld | Rob Busser            |
| 18 december | Amsterdam     | Marathon Cup                  | Arjan Stroetinga     | Karlo Timmerman      | Jorrit Bergsma        |
| 21 december | Gramsbergen   | Natuurijs Vierdaagse          | Willem Hut           | Ralf Zwitser         | Ingmar Berga          |
| 23 december | Wanneperveen  | NK marathon op natuurijs      | Bob de Vries         | Ralf Zwitser         | Arjen Becker          |
| 24 december | Goingaryp     | Ronde van Skarsterlân         | Ralf Zwitser         | Joost Juffermans     | Geert-Jan van der Wal |
| 26 december | Utrecht       | NK marathon op kunstijs       | Arjan Stroetinga     | Ingmar Berga         | Christijn Groeneveld  |
| 28 december | Eernewoude    | De 100 van Eernewoude         | Arjan Stroetinga     | Crispijn Ariens      | Douwe de Vries        |
| 29 december | Steendam      | Ronde van Duurswold           | Jorrit Bergsma       | Douwe de Vries       | Geert-Jan van der Wal |
| 1 januari   | Biddinghuizen | Marathon Cup & Super Prestige | Karlo Timmerman      | Ingmar Berga         | Geert Plender         |
| 5 januari   | Biddinghuizen | Marathon Cup & Super Prestige | Rob Hadders          | Gary Hekman          | Ingmar Berga          |
| 8 januari   | Amsterdam     | Marathon Cup                  | Ingmar Berga         | Geert Plender        | Bob de Vries          |
| 12 januari  | Biddinghuizen | Marathon Cup & Super Prestige | Christijn Groeneveld | Martijn Kromkamp     | Martijn van Es        |
| 15 januari  | Alkmaar       | Marathon Cup                  | Bart de Vries        | Bob de Vries         | Martijn van Es        |
| 20 januari  | Biddinghuizen | Marathon Cup & Super Prestige | Sjoerd Huisman       | Ralf Zwitser         | Rene Ruitenberg       |
| 23 januari  | Biddinghuizen | Grand Prix                    | Rob Hadders          | Gary Hekman          | Sjoerd Huisman        |
| 29 januari  | Weissensee    | Grand Prix                    | Sjoerd Huisman       | Karlo Timmerman      | Christijn Groeneveld  |
| 2 februari  | Weissensee    | Open NK op natuurijs          | Gary Hekman          | Christijn Groeneveld | Karlo Timmerman       |
| 5 februari  | Weissensee    | Grand Prix                    | Karlo Timmerman      | Mart Bruggink        | Martijn van Es        |
| 12 februari | Falun         | Grand Prix                    | Kurt Wubben          | Ruud Borst           | Douwe de Vries        |
| 19 februari | Groningen     | Marathon Cup                  | Jan Maarten Heideman | Mart Bruggink        | Douwe de Vries        |
| 26 februari | Heerenveen    | Finale Marathon Cup           | Kurt Wubben          | Geert Plender        | Bob de Vries          |

### 1e divisie mannen
| Datum       | Plaats        | Onderdeel                     | Goud             | Zilver              | Brons                 |
| ----------- | ------------- | ----------------------------- | ---------------- | ------------------- | --------------------- |
| 23 oktober  | Amsterdam     | Marathon Cup                  | Willem Hut       | Robert van Dalen    | Engbert de Vegt       |
| 30 oktober  | Heerenveen    | Marathon Cup                  | Joost Juffermans | Robert van Dalen    | Geert-Jan van der Wal |
| 6 november  | Utrecht       | Marathon Cup                  | Marcel van Ham   | Ruurd Dijkstra      | Ytzen Faber           |
| 13 november | Den Haag      | Marathon Cup                  | Simon Schouten   | Mark Huisman        | Gerard Nijgh          |
| 20 november | Hoorn         | Marathon Cup                  | Thijs Smets      | Mats Stoltenborg    | Sjaak de Wolff        |
| 27 november | Eindhoven     | Marathon Cup                  | Simon Schouten   | Mark Huisman        | Gerwin Smit           |
| 4 december  | Enschede      | Marathon Cup                  | Wannes Van Praet | Ferre Spruyt        | Luis Veen             |
| 11 december | Breda         | Marathon Cup                  | Simon Schouten   | Bart Swings         | Niels Mesu            |
| 15 december | Biddinghuizen | Marathon Cup & Super Prestige | Niels Mesu       | Luis Veen           | Stephan Wielinga      |
| 18 december | Amsterdam     | Marathon Cup                  | Arnt Jalvingh    | Luis Veen           | Marcel van Ham        |
| 26 december | Utrecht       | NK marathon op kunstijs       | Simon Schouten   | Gerard Nijgh        | Johan Knol            |
| 5 januari   | Biddinghuizen | Marathon Cup & Super Prestige | Marcel van Ham   | Antoine de Schipper | Sjaak de Wolff        |
| 8 januari   | Amsterdam     | Marathon Cup                  | Simon Schouten   | Wierd Osinga        | Eric Bisschops        |
| 12 januari  | Biddinghuizen | Marathon Cup & Super Prestige | Sjaak Schipper   | Simon Schouten      | Gerard Nijgh          |
| 15 januari  | Alkmaar       | Marathon Cup                  | Jaap Smit        | Bart van der Vlugt  | Mats Stoltenborg      |
| 20 januari  | Biddinghuizen | Marathon Cup & Super Prestige | Simon Schouten   | Sjaak Schipper      | Bart Mol              |
| 19 februari | Groningen     | Marathon Cup                  | Robert van Dalen | Wierd Osinga        | Johan Knol            |
| 26 februari | Heerenveen    | Finale Marathon Cup           | Robert van Dalen | Johan Elstgeest     | Johan Knol            |

### Top divisie vrouwen
| Datum       | Plaats        | Onderdeel                     | Goud                    | Zilver                  | Brons                   |
| ----------- | ------------- | ----------------------------- | ----------------------- | ----------------------- | ----------------------- |
| 23 oktober  | Amsterdam     | Marathon Cup                  | Irene Schouten          | Foske Tamar van der Wal | Jolanda Langeland       |
| 30 oktober  | Heerenveen    | Marathon Cup                  | Foske Tamar van der Wal | Jolanda Langeland       | Maria Sterk             |
| 6 november  | Utrecht       | Marathon Cup                  | Carla Zielman           | Foske Tamar van der Wal | Mariska Huisman         |
| 13 november | Den Haag      | Marathon Cup                  | Mariska Huisman         | Foske Tamar van der Wal | Jolanda Langeland       |
| 20 november | Hoorn         | Marathon Cup                  | Foske Tamar van der Wal | Elma de Vries           | Wieteke Cramer          |
| 27 november | Eindhoven     | Marathon Cup                  | Irenen Schouten         | Foske Tamar van der Wal | Mariska Huisman         |
| 29 november | Noordlaren    | Natuurijs Vierdaagse          | Foske Tamar van der Wal | Maria Sterk             | Sandra 't Hart          |
| 2 december  | Veenoord      | Natuurijs Vierdaagse          | Carla Zielman           | Jolanda Langeland       | Foske Tamar van der Wal |
| 3 december  | Haaksbergen   | Natuurijs Vierdaagse          | Wieteke Cramer          | Jolanda Langeland       | Carla Zielman           |
| 4 december  | Enschede      | Marathon Cup                  | Carla Zielman           | Maria Sterk             | Foske Tamar van der Wal |
| 11 december | Breda         | Marathon Cup                  | Carla Zielman           | Foske Tamar van der Wal | Mariska Huisman         |
| 15 december | Biddinghuizen | Marathon Cup & Super Prestige | Sandra 't Hart          | Carla Zielman           | Mariska Huisman         |
| 18 december | Amsterdam     | Marathon Cup                  | Foske Tamar van der Wal | Carla Zielman           | Jolanda Langeland       |
| 21 december | Gramsbergen   | Natuurijs Vierdaagse          | Jolanda Langeland       | Mireille Reitsma        | Foske Tamar van der Wal |
| 23 december | Wanneperveen  | NK marathon op natuurijs      | Foske Tamar van der Wal | Mireille Reitsma        | Sandra 't Hart          |
| 26 december | Utrecht       | NK marathon op kunstijs       | Carla Zielman           | Foske Tamar van der Wal | Manon Kamminga          |
| 28 december | Eernewoude    | De 100 van Eernewoude         | Mireille Reitsma        | Carla Zielman           | Foske Tamar van der Wal |
| 29 december | Steendam      | Ronde van Duurswold           | Carla Zielman           | Maria Sterk             | Jolanda Langeland       |
| 1 januari   | Biddinghuizen | Marathon Cup & Super Prestige | Carla Zielman           | Daniëlle Bekkering      | Andrea Sikkema          |
| 5 januari   | Biddinghuizen | Marathon Cup & Super Prestige | Yvonne Spigt            | Mireille Reitsma        | Wieteke Cramer          |
| 8 januari   | Amsterdam     | Marathon Cup                  | Daniëlle Bekkering      | Irene Schouten          | Foske Tamar van der Wal |
| 12 januari  | Biddinghuizen | Marathon Cup & Super Prestige | Foske Tamar van der Wal | Sandra 't Hart          | Yvonne Spigt            |
| 15 januari  | Alkmaar       | Marathon Cup                  | Carla Zielman           | Mariska Huisman         | Foske Tamar van der Wal |
| 20 januari  | Biddinghuizen | Marathon Cup & Super Prestige | Mariska Huisman         | Daniëlle Bekkering      | Mireille Reitsma        |
| 23 januari  | Biddinghuizen | Grand Prix                    | Yvonne Spigt            | Margo van de Merwe      | Marjon Spijkerman       |
| 29 januari  | Weissensee    | Grand Prix                    | Mariska Huisman         | Carla Zielman           | Daniëlle Bekkering      |
| 2 februari  | Weissensee    | Open NK op natuurijs          | Mariska Huisman         | Maria Sterk             | Daniëlle Bekkering      |
| 5 februari  | Weissensee    | Grand Prix                    | Mariska Huisman         | Carla Zielman           | Jolanda Langeland       |
| 12 februari | Falun         | Grand Prix                    | Daniëlle Bekkering      | Mariska Huisman         | Andrea Sikkema          |
| 19 februari | Groningen     | Marathon Cup                  | Carla Zielman           | Mariska Huisman         | Foske Tamar van der Wal |
| 26 februari | Heerenveen    | Finale Marathon Cup           | Wieteke Cramer          | Elma de Vries           | Andrea Sikkema          |

## Klassementen
| Eindklassement     | Goud            | Zilver             | Brons           |
| ------------------ | --------------- | ------------------ | --------------- |
| Topdivisie mannen  | Karlo Timmerman | Rob Hadders        | Ingmar Berga    |
| 1e divisie mannen  | Simon Schouten  | Gerard Nijgh       | Bart Mol        |
| Topdivisie vrouwen | Carla Zielman   | Daniëlle Bekkering | Mariska Huisman |

### Top divisie mannen
| Eindklassement Natuurijs Vierdaagse |                      |                       |        |
| #                                   | Naam                 | Ploeg                 | Punten |
| 1                                   | Christijn Groeneveld | AMI Kappers           | 75     |
| 2                                   | Karlo Timmerman      | SOS Kinderdorpen      | 74,2   |
| 3                                   | Willem Hut           | BAM-Univé Schaatsteam | 74,1   |
| 4                                   | Sandor Stuut         | Groenehartsport.nl    | 56     |
| 5                                   | Ralf Zwitser         | Wadro                 | 55     |
| 6                                   | Martijn van Es       | Wadro                 | 53     |
| 7                                   | Ingmar Berga         | AMI Kappers           | 50     |
| 8                                   | Rob Busser           | Equipe Renault Eco2   | 46     |
| 9                                   | Crispijn Ariens      | Team Windkr88         | 43     |
| 10                                  | Ruud Borst           | Groen Talent          | 36     |

| Eindklassement KPN Super Prestige |                      |                     |        |
| #                                 | Naam                 | Ploeg               | Punten |
| 1                                 | Bart de Vries        | Team Windkr88       | 64,1   |
| 2                                 | Karlo Timmerman      | SOS Kinderdorpen    | 55,1   |
| 3                                 | Jochem Uithoven      | Groen Talent        | 53     |
| 4                                 | Arjen Becker         | AMI Kappers         | 52     |
| 5                                 | Rob Hadders          | Equipe Renault Eco2 | 49,1   |
| 6                                 | Christijn Groeneveld | AMI Kappers         | 47,1   |
| 7                                 | Geert Plender        | Van Werven          | 43     |
| 8                                 | Lars Hoogenboom      | Team Husqvarna      | 41     |
| 9                                 | Gary Hekman          | AMI Kappers         | 36     |
| 10                                | Ingmar Berga         | AMI Kappers         | 34     |

### 1e divisie mannen
| Eindklassement KPN Super Prestige |                  |                           |        |
| #                                 | Naam             | Ploeg                     | Punten |
| 1                                 | Niels Mesu       | Adviesburo Harry de Wolff | 61,1   |
| 2                                 | Simon Schouten   | Volvo Ton van Kuyk        | 50,1   |
| 3                                 | Sjaak Schipper   | De Goudse Verzekeringen   | 50,1   |
| 4                                 | Marcel van Ham   | Schaatsteam MSP-ICT.nl    | 44,1   |
| 5                                 | Bart Mol         | De Goudse Verzekeringen   | 43     |
| 6                                 | Luis Veen        | Payroll Group             | 43     |
| 7                                 | Gerard Nijgh     | Payroll Group             | 39     |
| 8                                 | Thijs Smets      | -                         | 37     |
| 9                                 | Johan Knol       | JB Besturingstechniek     | 37     |
| 10                                | Stephan Wielinga | BHP Power-Play            | 27     |

### Top divisie vrouwen
| Eindklassement Natuurijs Vierdaagse |                         |                                     |        |
| #                                   | Naam                    | Ploeg                               | Punten |
| 1                                   | Jolanda Langeland       | Ripca                               | 89,1   |
| 2                                   | Carla Zielman           | CENNED                              | 88,1   |
| 3                                   | Maria Sterk             | Haicobouma.nl                       | 86     |
| 4                                   | Foske Tamar van der Wal | Van der Wiel                        | 82,1   |
| 5                                   | Mireille Reitsma        | MKBasics.nl                         | 78     |
| 6                                   | Daniëlle Bekkering      | BTN de Haas-Onlineveilingmeester.nl | 63     |
| 7                                   | Sandra 't Hart          | MKBasics.nl                         | 56     |
| 8                                   | Margo van de Merwe      | Stouwdam Sport                      | 53     |
| 9                                   | Wieteke Cramer          | MKBasics.nl                         | 52,1   |
| 10                                  | Anniek ter Haar         | Ripca                               | 47     |

| Eindklassement KPN Super Prestige |                              |                                     |        |
| #                                 | Naam                         | Ploeg                               | Punten |
| 1                                 | Carla Zielman                | CENNED                              | 76,1   |
| 2                                 | Mariska Huisman              | Viks Parket                         | 74,1   |
| 3                                 | Daniëlle Bekkering           | BTN de Haas-Onlineveilingmeester.nl | 62     |
| 4                                 | Wieteke Cramer               | MKBasics.nl                         | 54     |
| 5                                 | Yvonne Spigt                 | Viks Parket                         | 53,1   |
| 6                                 | Jolanda Langeland            | Ripca                               | 51     |
| 7                                 | Sandra 't Hart               | MKBasics.nl                         | 50,1   |
| 8                                 | Erna Last - Kijk in de Vegte | MKBasics.nl                         | 47     |
| 9                                 | Margo van de Merwe           | Stouwdam Sport                      | 47     |
| 10                                | Andrea Sikkema               | Van der Wiel                        | 43     |

 Oranje leiderspak ·
 Rood-wit-blauw leiderspak · 
 Wit leiderspak
Nederlandse kampioenschappen: Kunstijs · Natuurijs · Open
Eindklassementen: KNSB Cup ·
 Jongeren klassement ·
Ploegenklassement ·
Grand prix klassement ·
Natuurijsklassement ·
Natuurvierdaagse ·
Club-assistent Brabantcup
Records en statistieken
Elfstedentocht
Natuurijsklassiekers: De 100 van Eernewoude · 
Amstelmeer Marathon · 
Ronde van Loosdrecht · 
Westland Marathon · 
Driedaagse van Ankeveen · 
Noorder Rondritten · 
Noordwesthoekrit · 
Oldambtrit · 
Hollands Venetiëtocht · 
Ronde van Duurswold · 
Ronde van Skarsterlân · 
Rottemerentocht · 
USA Marathon · 
Veluwemeertocht
Lijst van schaatsmarathons per kunstijsbaan: Alkmaar · Amsterdam · Assen · Breda · Den Haag · Deventer · Dronten · Eindhoven · Enschede · Geleen · Groningen · Haarlem · Heerenveen · Hoorn · Leeuwarden · Nijmegen · Rotterdam · Tilburg · Utrecht
Lijst van schaatsmarathons per natuurijsbaan: Hengelo · Polsbroek · Veenoord ·  Noordlaren · Haaksbergen ·  Winterswijk · Burgum · 
Awards: Marathonschaatser van het Jaar · Willem Poelstra Trofee
1972/1973 ·
1973/1974 ·
1974/1975 ·
1975/1976 ·
1976/1977 ·
1977/1978 ·
1978/1979 ·
1979/1980 ·
1980/1991 ·
1980/1981 ·
1981/1982 ·
1982/1983 ·
1983/1984 ·
1984/1985 ·
1985/1986 ·
1986/1987 ·
1987/1988 ·
1988/1989 ·
1989/1990 ·
1990/1991 ·
1991/1992 ·
1992/1993 ·
1993/1994 ·
1994/1995 ·
1995/1996 ·
1996/1997 ·
1997/1998 ·
1998/1999 ·
1999/2000 ·
2001/2002 ·
2002/2003 ·
2003/2004 ·
2004/2005 ·
2005/2006 ·
2006/2007 ·
2007/2008 ·
2008/2009 ·
2009/2010 ·
2010/2011 ·
2011/2012 ·
2012/2013 ·
2013/2014 ·
2014/2015 ·
2015/2016 ·
2016/2017 ·
2017/2018 ·
2018/2019 ·
2019/2020 ·
2020/2021 ·
2021/2022 ·
2022/2023 ·
2023/2024 ·
2024/2025